# Apophua
Apophua är ett släkte av steklar som beskrevs av Morley 1913. Apophua ingår i familjen brokparasitsteklar.

## Dottertaxa tillApophua, i alfabetisk ordning[1][2]
- Apophua aquilonia
- Apophua badia
- Apophua bipunctoria
- Apophua bredoi
- Apophua carinata
- Apophua cicatricosa
- Apophua concinna
- Apophua cornea
- Apophua evanescens
- Apophua flavocingulata
- Apophua formosana
- Apophua genalis
- Apophua hispida
- Apophua honmai
- Apophua iridipennis
- Apophua karenkona
- Apophua kikuchii
- Apophua leucotretae
- Apophua maetai
- Apophua micacea
- Apophua micaceamima
- Apophua parasitica
- Apophua sanguinea
- Apophua schoutedeni
- Apophua semicarinata
- Apophua simplicipes
- Apophua stena
- Apophua subfusca
- Apophua sugaharai
- Apophua suturalis
- Apophua suzannae
- Apophua temporalis
- Apophua testacea
- Apophua tobensis
- Apophua tricarinata